# Tour of Britain 2012
Tour of Britain 2012 består af otte etaper, med start den 9. september i Ipswich og afslutning den 16. september i Guildford.
Løbet er en del af UCI Europe Tour 2012.

## Etaper

### 1. Etape
9. September 2012 — Ipswich til Royal Norfolk Showground, 203 km
|    | Rytter                       | Hold                       | Tid        |
| -- | ---------------------------- | -------------------------- | ---------- |
| 1  | Luke Rowe (GBR)              | Team Sky                   | 4h 51' 05" |
| 2  | Boy Van Poppel (NED)         | UnitedHealthcare           | s.t.       |
| 3  | Russell Downing (GBR)        | Endura Racing              | s.t.       |
| 4  | Jérémie Galland (FRA)        | Saur-Sojasun               | s.t.       |
| 5  | Peter Hawkins (IRL)          | Skabelon:Cykelholddata IGS | s.t.       |
| 6  | Rony Martias (FRA)           | Saur-Sojasun               | s.t.       |
| 7  | Barry Markus (NED)           | Vacansoleil-DCM            | s.t.       |
| 8  | Paolo Longo Borghini (ITA)   | Liquigas–Cannondale        | s.t.       |
| 9  | Jonathan Tiernan-Locke (GBR) | Endura Racing              | s.t.       |
| 10 | Ben Grenda (AUS)             | Skabelon:Cykelholddata RCS | s.t.       |

|    | Rytter                       | Hold                       | Tid        |
| -- | ---------------------------- | -------------------------- | ---------- |
| 1  | Luke Rowe (GBR)              | Team Sky                   | 4h 50' 55" |
| 2  | Rony Martias (FRA)           | Saur-Sojasun               | + 3"       |
| 3  | Boy Van Poppel (NED)         | UnitedHealthcare           | + 4"       |
| 4  | Russell Downing (GBR)        | Endura Racing              | + 6"       |
| 5  | Jérémie Galland (FRA)        | Saur-Sojasun               | + 10"      |
| 6  | Peter Hawkins (IRL)          | Skabelon:Cykelholddata IGS | + 10"      |
| 7  | Barry Markus (NED)           | Vacansoleil-DCM            | + 10"      |
| 8  | Paolo Longo Borghini (ITA)   | Liquigas–Cannondale        | + 10"      |
| 9  | Jonathan Tiernan-Locke (GBR) | Endura Racing              | + 10"      |
| 10 | Ben Grenda (AUS)             | Skabelon:Cykelholddata RCS | + 10"      |

### Etape 2
10. September 2012 — Nottingham til Knowsley Safari Park, 180.7 km
|    | Rytter                | Hold                       | Tid        |
| -- | --------------------- | -------------------------- | ---------- |
| 1  | Leigh Howard (AUS)    | Orica-GreenEDGE            | 4h 31' 09" |
| 2  | Mark Cavendish (GBR)  | Team Sky                   | s.t.       |
| 3  | Boy Van Poppel (NED)  | UnitedHealthcare           | s.t.       |
| 4  | Steele Von Hoff (AUS) | Garmin-Sharp               | s.t.       |
| 5  | Russell Downing (GBR) | Endura Racing              | s.t.       |
| 6  | Sep Vanmarcke (BEL)   | Garmin-Sharp               | s.t.       |
| 7  | Wesley Kreder (NED)   | Vacansoleil-DCM            | s.t.       |
| 8  | Nathan Haas (AUS)     | Garmin-Sharp               | s.t.       |
| 9  | Sam Bennett (IRL)     | Skabelon:Cykelholddata SKT | + 1"       |
| 10 | Luke Rowe (GBR)       | Team Sky                   | + 1"       |

|    | Rytter                | Hold                       | Tid        |
| -- | --------------------- | -------------------------- | ---------- |
| 1  | Boy Van Poppel (NED)  | UnitedHealthcare           | 9h 22' 04" |
| 2  | Leigh Howard (AUS)    | Orica-GreenEDGE            | + 0"       |
| 3  | Luke Rowe (GBR)       | Team Sky                   | + 1"       |
| 4  | Rony Martias (FRA)    | Saur-Sojasun               | + 4"       |
| 5  | Mark Cavendish (GBR)  | Team Sky                   | + 4"       |
| 6  | Russell Downing (GBR) | Endura Racing              | + 6"       |
| 7  | Steele Von Hoff (AUS) | Garmin-Sharp               | + 10"      |
| 8  | Sep Vanmarcke (BEL)   | Garmin-Sharp               | + 10"      |
| 9  | Nathan Haas (AUS)     | Garmin-Sharp               | + 10"      |
| 10 | Peter Hawkins (IRL)   | Skabelon:Cykelholddata IGS | + 11"      |

### Etape 3
11. September 2012 — Jedburgh til Dumfries, 152.6 km
|    | Rytter                | Hold                       | Tid        |
| -- | --------------------- | -------------------------- | ---------- |
| 1  | Mark Cavendish (GBR)  | Team Sky                   | 3h 54' 30" |
| 2  | Leigh Howard (AUS)    | Orica-GreenEDGE            | s.t.       |
| 3  | Aidis Kruopis (LTU)   | Orica-GreenEDGE            | s.t.       |
| 4  | Luke Rowe (GBR)       | Team Sky                   | s.t.       |
| 5  | Sam Bennett (IRL)     | Skabelon:Cykelholddata SKT | s.t.       |
| 6  | Russell Downing (GBR) | Endura Racing              | s.t.       |
| 7  | Boy Van Poppel (NED)  | UnitedHealthcare           | s.t.       |
| 8  | Jonathan McEvoy (GBR) | Endura Racing              | s.t.       |
| 9  | Barry Markus (NED)    | Vacansoleil-DCM            | s.t.       |
| 10 | Yanto Barker (GBR)    | Skabelon:Cykelholddata UKY | s.t.       |

|    | Rytter                | Hold                       | Tid         |
| -- | --------------------- | -------------------------- | ----------- |
| 1  | Leigh Howard (AUS)    | Orica-GreenEDGE            | 13h 16' 28" |
| 2  | Mark Cavendish (GBR)  | Team Sky                   | + 0"        |
| 3  | Boy Van Poppel (NED)  | UnitedHealthcare           | + 4"        |
| 4  | Luke Rowe (GBR)       | Team Sky                   | + 4"        |
| 5  | Rony Martias (FRA)    | Saur-Sojasun               | + 10"       |
| 6  | Russell Downing (GBR) | Endura Racing              | + 12"       |
| 7  | Steele Von Hoff (AUS) | Garmin-Sharp               | + 16"       |
| 8  | Nathan Haas (AUS)     | Garmin-Sharp               | + 16"       |
| 9  | Sep Vanmarcke (BEL)   | Garmin-Sharp               | + 16"       |
| 10 | Sam Bennett (IRL)     | Skabelon:Cykelholddata SKT | + 17"       |

### Etape 4
12 September 2012 — Carlisle to Blackpool, 156 km.
|    | Rytter                 | Hold                       | Tid        |
| -- | ---------------------- | -------------------------- | ---------- |
| 1  | Mark Cavendish (GBR)   | Team Sky                   | 3h 51' 33" |
| 2  | Steele Von Hoff (AUS)  | Garmin-Sharp               | s.t.       |
| 3  | Leigh Howard (AUS)     | Orica-GreenEDGE            | s.t.       |
| 4  | Boy Van Poppel (NED)   | UnitedHealthcare           | s.t.       |
| 5  | Daniel Schorn (AUT)    | Team NetApp                | s.t.       |
| 6  | Russell Downing (GBR)  | Endura Racing              | s.t.       |
| 7  | Magnus Bäckstedt (SWE) | Skabelon:Cykelholddata UKY | s.t.       |
| 8  | Sep Vanmarcke (BEL)    | Garmin-Sharp               | s.t.       |
| 9  | Rony Martias (FRA)     | Saur-Sojasun               | s.t.       |
| 10 | Luke Rowe (GBR)        | Team Sky                   | s.t.       |

|    | Rytter                | Hold                       | Tid         |
| -- | --------------------- | -------------------------- | ----------- |
| 1  | Mark Cavendish (GBR)  | Team Sky                   | 17h 07' 51" |
| 2  | Leigh Howard (AUS)    | Orica-GreenEDGE            | + 6"        |
| 3  | Boy Van Poppel (NED)  | UnitedHealthcare           | + 14"       |
| 4  | Luke Rowe (GBR)       | Team Sky                   | + 14"       |
| 5  | Rony Martias (FRA)    | Saur-Sojasun               | + 20"       |
| 6  | Steele Von Hoff (AUS) | Garmin-Sharp               | + 20"       |
| 7  | Russell Downing (GBR) | Endura Racing              | + 22"       |
| 8  | Sep Vanmarcke (BEL)   | Garmin-Sharp               | + 26"       |
| 9  | Nathan Haas (AUS)     | Garmin-Sharp               | + 26"       |
| 10 | Yanto Barker (GBR)    | Skabelon:Cykelholddata UKY | + 27"       |

### 5. Etape
13 September 2012 — Stoke-on-Trent til Stoke-on-Trent, 147 km.
|    | Rytter                       | Hold                       | Tid        |
| -- | ---------------------------- | -------------------------- | ---------- |
| 1  | Marc de Maar (CUR)           | UnitedHealthcare           | 3h 30' 26" |
| 2  | Sep Vanmarcke (BEL)          | Garmin-Sharp               | + 15"      |
| 3  | Boy Van Poppel (NED)         | UnitedHealthcare           | + 15"      |
| 4  | Nathan Haas (AUS)            | Garmin-Sharp               | + 15"      |
| 5  | Leigh Howard (AUS)           | Orica-GreenEDGE            | + 15"      |
| 6  | Sam Bennett (IRL)            | Skabelon:Cykelholddata SKT | + 15"      |
| 7  | Damiano Caruso (ITA)         | Liquigas–Cannondale        | + 15"      |
| 8  | Leopold König (CZE)          | Team NetApp                | + 15"      |
| 9  | Jonathan Tiernan-Locke (GBR) | Endura Racing              | + 15"      |
| 10 | Jérôme Coppel (FRA)          | Saur-Sojasun               | + 15"      |

|    | Rytter                       | Hold                | Tid         |
| -- | ---------------------------- | ------------------- | ----------- |
| 1  | Leigh Howard (AUS)           | Orica-GreenEDGE     | 20h 38' 35" |
| 2  | Boy Van Poppel (NED)         | UnitedHealthcare    | + 7"        |
| 3  | Sep Vanmarcke (BEL)          | Garmin-Sharp        | + 17"       |
| 4  | Nathan Haas (AUS)            | Garmin-Sharp        | + 23"       |
| 5  | Christian Knees (GER)        | Team Sky            | + 24"       |
| 6  | Jonathan Tiernan-Locke (GBR) | Endura Racing       | + 24"       |
| 7  | Damiano Caruso (ITA)         | Liquigas–Cannondale | + 24"       |
| 8  | Christopher Jones (USA)      | UnitedHealthcare    | + 34"       |
| 9  | Bartosz Huzarski (POL)       | Team NetApp         | + 2' 02"    |
| 10 | David Lelay (FRA)            | Saur-Sojasun        | + 2' 02"    |

### 6. Etape
14 September 2012 — Welshpool til Caerphilly, 189.6 km.
|    | Rytter                       | Hold                       | Tid        |
| -- | ---------------------------- | -------------------------- | ---------- |
| 1  | Leopold König (CZE)          | Team NetApp                | 4h 38' 02" |
| 2  | Jonathan Tiernan-Locke (GBR) | Endura Racing              | + 2"       |
| 3  | Nathan Haas (AUS)            | Garmin-Sharp               | + 19"      |
| 4  | Damiano Caruso (ITA)         | Liquigas–Cannondale        | + 19"      |
| 5  | Luke Rowe (GBR)              | Team Sky                   | + 19"      |
| 6  | Paul Voss (GER)              | Endura Racing              | + 19"      |
| 7  | Christopher Jones (USA)      | UnitedHealthcare           | + 19"      |
| 8  | Simon Yates (GBR)            | Great Britain              | + 19"      |
| 9  | Bartosz Huzarski (POL)       | Team NetApp                | + 19"      |
| 10 | Liam Holohan (GBR)           | Skabelon:Cykelholddata RAL | + 19"      |

|    | Rytter                       | Hold                | Td          |
| -- | ---------------------------- | ------------------- | ----------- |
| 1  | Jonathan Tiernan-Locke (GBR) | Endura Racing       | 25h 16' 57" |
| 2  | Leigh Howard (AUS)           | Orica-GreenEDGE     | + 13"       |
| 3  | Nathan Haas (AUS)            | Garmin-Sharp        | + 18"       |
| 4  | Boy Van Poppel (NED)         | UnitedHealthcare    | + 20"       |
| 5  | Damiano Caruso (ITA)         | Liquigas–Cannondale | + 23"       |
| 6  | Christopher Jones (USA)      | UnitedHealthcare    | + 33"       |
| 7  | Christian Knees (GER)        | Team Sky            | + 1' 34"    |
| 8  | Bartosz Huzarski (POL)       | Team NetApp         | + 2' 01"    |
| 9  | David Lelay (FRA)            | Saur-Sojasun        | + 2' 01"    |
| 10 | Jérôme Coppel (FRA)          | Saur-Sojasun        | + 4' 16"    |

### 7. etape
15 September 2012 — Barnstaple til Dartmouth, 170.7
|    | Rytter                       | Hold                       | Tid        |
| -- | ---------------------------- | -------------------------- | ---------- |
| 1  | Pablo Urtasun (ESP)          | Euskaltel-Euskadi          | 4h 20' 31" |
| 2  | Marc de Maar (CUW)           | UnitedHealthcare           | s.t.       |
| 3  | Ivan Basso (ITA)             | Liquigas–Cannondale        | s.t.       |
| 4  | Samuel Sánchez (ESP)         | Euskaltel-Euskadi          | + 2"       |
| 5  | Leopold König (CZE)          | Team NetApp                | + 38"      |
| 6  | Nathan Haas (AUS)            | Garmin-Sharp               | + 46"      |
| 7  | Bernard Sulzberger (AUS)     | Skabelon:Cykelholddata RAL | + 46"      |
| 8  | Jonathan Tiernan-Locke (GBR) | Endura Racing              | + 46"      |
| 9  | Bartosz Huzarski (POL)       | Team NetApp                | + 46"      |
| 10 | Damiano Caruso (ITA)         | Liquigas–Cannondale        | + 46"      |

|    | Rytter                       | Hold                | Tid         |
| -- | ---------------------------- | ------------------- | ----------- |
| 1  | Jonathan Tiernan-Locke (GBR) | Endura Racing       | 29h 38' 14" |
| 2  | Nathan Haas (AUS)            | Garmin-Sharp        | + 18"       |
| 3  | Damiano Caruso (ITA)         | Liquigas–Cannondale | + 23"       |
| 4  | Leigh Howard (AUS)           | Orica-GreenEDGE     | + 1' 02"    |
| 5  | Christopher Jones (USA)      | UnitedHealthcare    | + 1' 12"    |
| 6  | Bartosz Huzarski (POL)       | Team NetApp         | + 2' 01"    |
| 7  | David Lelay (FRA)            | Saur-Sojasun        | + 2' 01"    |
| 8  | Boy Van Poppel (NED)         | UnitedHealthcare    | + 2' 23"    |
| 9  | Christian Knees (GER)        | Team Sky            | + 2' 26"    |
| 10 | Jérôme Coppel (FRA)          | Saur-Sojasun        | + 4' 21"    |

### 8. etape
16 September 2012 — Reigate til Guildford, 147.8 km
|    | Rytter                   | Hold                       | Tid        |
| -- | ------------------------ | -------------------------- | ---------- |
| 1  | Mark Cavendish (GBR)     | Team Sky                   | 3h 33' 05" |
| 2  | Boy Van Poppel (NED)     | UnitedHealthcare           | s.t.       |
| 3  | Fabio Sabatini (ITA)     | Liquigas–Cannondale        | s.t.       |
| 4  | Russell Downing (GBR)    | Endura Racing              | s.t.       |
| 5  | Cesare Benedetti (ITA)   | Team NetApp                | + 3"       |
| 6  | Yanto Barker (GBR)       | Skabelon:Cykelholddata UKY | + 3"       |
| 7  | Pieter Ghyllebert (BEL)  | Skabelon:Cykelholddata SKT | + 3"       |
| 8  | Bernard Sulzberger (AUS) | Skabelon:Cykelholddata RAL | + 3"       |
| 9  | Niels Wytinck (BEL)      | Skabelon:Cykelholddata SKT | + 3"       |
| 10 | Richard Lang (AUS)       | Skabelon:Cykelholddata RCS | + 3"       |

|    | Rider                        | Team                | Time        |
| -- | ---------------------------- | ------------------- | ----------- |
| 1  | Jonathan Tiernan-Locke (GBR) | Endura Racing       | 33h 11' 22" |
| 2  | Nathan Haas (AUS)            | Garmin-Sharp        | + 18"       |
| 3  | Damiano Caruso (ITA)         | Liquigas–Cannondale | + 23"       |
| 4  | Leigh Howard (AUS)           | Orica-GreenEDGE     | + 1' 02"    |
| 5  | Christopher Jones (USA)      | UnitedHealthcare    | + 1' 12"    |
| 6  | Bartosz Huzarski (POL)       | Team NetApp         | + 2' 01"    |
| 7  | David Lelay (FRA)            | Saur-Sojasun        | + 2' 01"    |
| 8  | Boy Van Poppel (NED)         | UnitedHealthcare    | + 2' 14"    |
| 9  | Christian Knees (GER)        | Team Sky            | + 2' 35"    |
| 10 | Jérôme Coppel (FRA)          | Saur-Sojasun        | + 4' 30"    |

## Trøjernes fordeling gennem løbet
| Etape | Vinder         | Førertrøje             | Sprint konkurrence | Bjerg konkurrence | Points konkurrence | Mest angrebsivrige rytter | Hold konkurrence |
| ----- | -------------- | ---------------------- | ------------------ | ----------------- | ------------------ | ------------------------- | ---------------- |
| 1     | Luke Rowe      | Luke Rowe              | Rony Martias       | Kristian House    | Luke Rowe          | Niels Wytinck             | Saur-Sojasun     |
| 2     | Leigh Howard   | Boy Van Poppel         | Peter Williams     | Pablo Urtasun     | Boy Van Poppel     | Jack Bobridge             | Garmin-Sharp     |
| 3     | Mark Cavendish | Leigh Howard           | Peter Williams     | Kristian House    | Boy Van Poppel     | Peter Hawkins             | Garmin-Sharp     |
| 4     | Mark Cavendish | Mark Cavendish         | Peter Williams     | Kristian House    | Boy Van Poppel     | Ronan McLaughlin          | Garmin-Sharp     |
| 5     | Marc de Maar   | Leigh Howard           | Peter Williams     | Kristian House    | Boy Van Poppel     | Ivan Basso                | Saur-Sojasun     |
| 6     | Leopold König  | Jonathan Tiernan-Locke | Peter Williams     | Kristian House    | Boy Van Poppel     | Graham Briggs             | Saur-Sojasun     |
| 7     | Pablo Urtasun  | Jonathan Tiernan-Locke | Peter Williams     | Kristian House    | Boy Van Poppel     | Samuel Sánchez            | Saur-Sojasun     |
| 8     | Mark Cavendish | Jonathan Tiernan-Locke | Peter Williams     | Kristian House    | Boy Van Poppel     | Simon Richardson          | Saur-Sojasun     |
| Final | Final          | Jonathan Tiernan-Locke | Peter Williams     | Kristian House    | Boy Van Poppel     | n/a                       | Saur-Sojasun     |